# Anna Lindberg
Anna Ulrika Lindberg, född 16 november 1981 i Karlskoga, är en svensk tidigare simhoppare på elitnivå. Hon är dotter till Ulrika Knape Lindberg och Mathz Lindberg, båda simhoppare. Hon tävlade under sin karriär, från 1996 till 2012, för Bofors SHK (även känd som Karlskoga SHK). Under sin karriär tog hon sammanlagt sex EM-guld.

## Biografi
Anna Lindberg är dotter till simhopparna Ulrika Knape Lindberg och Mathz Lindberg. Både mor och far har ägnat sig åt simhopp på elitnivå, och mamma vann 1972 OS-guld i München.

### Aktiv karriär
Lindberg gjorde sin debut i seniorsammanhang vid EM i Wien 1995. Samma år representerade hon Sverige i OS i Atlanta, som den yngsta deltagaren i den svenska truppen. Två år senare tog hon som 16-åring brons vid EM i Sevilla.
Lindberg hade två EM-brons på 3-meterssvikten som bäst före EM i Budapest 2006, där hon tog guld på både 1 meter och 3 meter. Detta var de första svenska simhoppsgulden i ett internationellt mästerskap på 32 år. Lindberg upprepade sin prestation två år senare när hon återigen tog EM-guld på 1 meter, denna gång i Eindhoven 2008.
Lindbergs fjärdeplats i VM i Melbourne 2007 innebar att hon kvalificerade sig till OS i Peking 2008. Där gjorde hon sitt fjärde raka OS. Hon lyckades ta sig till finalen med en niondeplats i kvalet, vilket innebar tredje finalen på fyra OS, i vilket hon slutade på en sjätte plats.

### Efter hoppkarriären
2012 avslutade Lindberg sin aktiva karriär som simhoppare. Därefter påbörjade hon arbete inom ett fysprojekt för Svenska simförbundet. Hon arbetar bland annat som föreläsare och har formgivit en egen kollektion med baddräkter.
Efter den aktiva karriären har Lindberg synts i ett antal olika TV-program av tävlingskaraktär. 2013 och 2018 deltog hon i SVT-programmet Mästarnas mästare. 2017 var hon med i TV4:s Det största äventyret. 2019 vann hon Superstars, det året producerat av Kanal 5, och samma år syntes hon i Över Atlanten – även det sänt i Kanal 5. 2022 deltog hon både i Secret Song Sverige och Masked Singer Sverige (båda i TV4). I det sistnämnda programmet figurerade hon under förklädnanden Karusellen.
Från oktober 2021 till mars 2022 var Lindberg förbundskapten för simhopplandslaget.

## Familj
Anna Lindberg var mellan 2013 och 2015 gift med ishockeyspelaren Calle Steen. De har två söner tillsammans, födda 2009 och 2013. Sedan februari 2018 är hon tillsammans med före detta hockeyspelaren Mathias Tjärnqvist. Under julhelgen 2019 fick Lindberg och Tjärnqvist sitt första gemensamma barn, en dotter, och 2023 anlände ytterligare en dotter.
Sedan sommaren 2024 bor familjen i Biel i Schweiz.

## Meriter
- Olympiska sommarspelen[14]
  - Simhopp, 3 meter
    - 1996 i Atlanta – 8:a
    - 2000 i Sydney – 5:a
    - 2004 i Aten – 19:e
    - 2008 i Peking – 6:a
    - 2012 i London – 10:a
- VM
  - Simhopp, 1 meter
    - 2003 i Barcelona – 6:a[34]
    - 2005 i Montréal – 4:a[35]
    - 2007 i Melbourne – 4:a[36]

  - Simhopp, 3 meter
    - 1998 i Perth – 4:a[37]
    - 2001 i Fukuoka – 5:a[37]
    - 2005 i Montréal – 4:a[38]
    - 2007 i Melbourne – 4:a[39]

  - Synchro, 3 meter
    - 2007 i Melbourne – 5:a[40]
- EM
  - Simhopp, 1 meter
    - 2006 i Budapest – guld[41]
    - 2008 i Eindhoven – guld[13]
    - 2010 i Budapest – silver[42]
    - 2011 i Turin – brons[43]
    - 2012 i Eindhoven – guld[44]

  - Simhopp, 3 meter
    - 1997 i Sevilla – brons[45]
    - 2000 i Helsingfors – brons[46]
    - 2006 i Budapest – guld[47]
    - 2011 i Turin – guld[48]
    - 2012 i Eindhoven – guld[49]